# Willaston (Cheshire East)
Willaston – wieś w Anglii, w hrabstwie ceremonialnym Cheshire, w dystrykcie (unitary authority) Cheshire East. Leży 31 km na południowy wschód od miasta Chester i 237 km na północny zachód od Londynu. Miejscowość liczy 2277 mieszkańców.